# Palazzo Ferreria
Palazzo Ferreria, oficial Palazzo Buttigieg-Francia, este un palat situat aproape de intrarea în Valletta, capitala Maltei. A fost construit la sfârșitul secolului al XIX-lea. Palatul nu trebuie confundat cu Villa Francia, care este reședința oficială a prim-ministrului al Maltei. Proiectat de arhitectul Giuseppe Bonavia, a fost prima clădire unde s-au introdus balcoane din lemn în Malta. Este un monument național mare importanță.

## Istoria

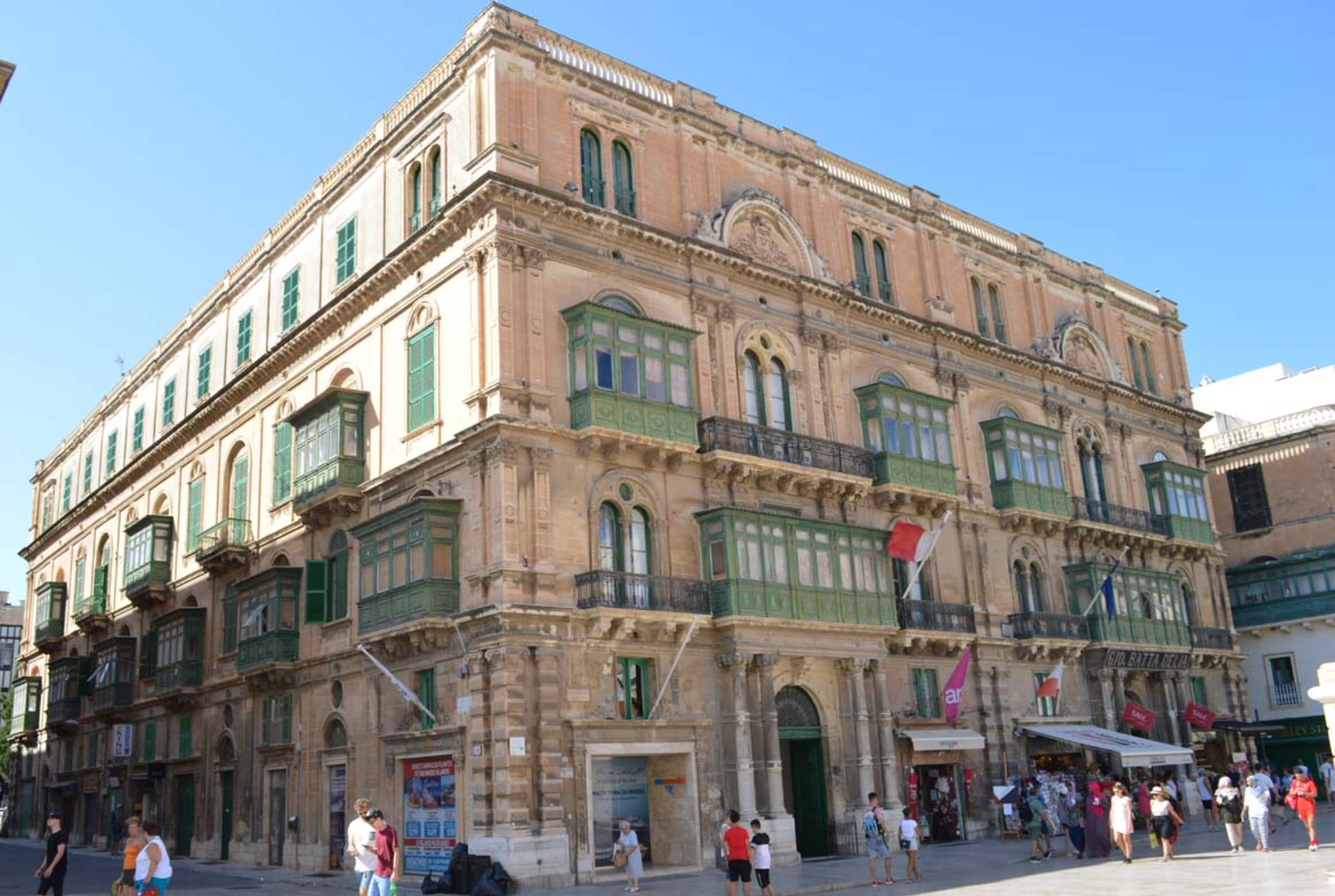
Palazzo Ferreria văzut din Strada Republicii

Pe locul unde este palatul a existat o turnătorie a Ordinului Sf Ioan unde se fabrica armamentul cavalerilor. Giuseppe Buttigieg și soția sa, Giovanna Camilleri, au achiziționat terenul de la guvern și au construit Palazzo Ferreria la sfârșitul secolului al XIX-lea. Vizibil pe fațadă sunt stema Buttiegieg și Camilleri. Palatul a fost lăsat ca zestre fiicei lor, Teresa Buttigieg. Ea s-a căsătorit cu colonelul John Louis Francia, de la care palatul a primit numele pentru o perioadă. Francia era un cetățean spaniol din colonia britanică Gibraltar, iar cei doi s-au întâlnit în Malta în timp ce Francia era în serviciul armatei britanice. Palazzo Ferreria este al doilea cel mai mare palat din Valletta după Palatul Marelui Maestru.

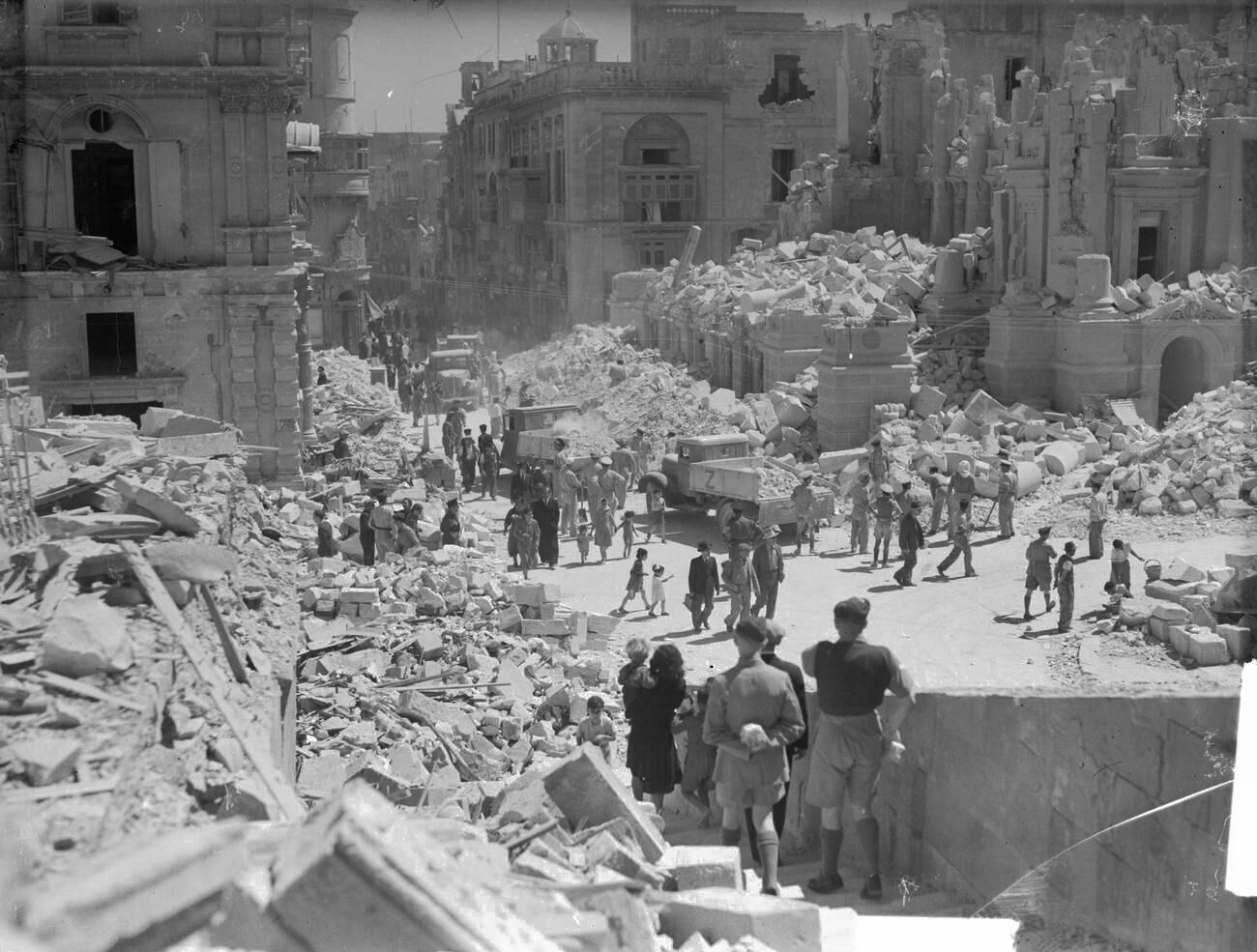
În timpul celui de-al Doilea Război Mondial mai multe clădiri din Valletta au suferit daune structurale incluzând daune minime la Palazzo Ferreria în stânga

Familia Francia a locuit în palat până la sfârșitul celui de-al doilea război mondial, în 1947. Războiul a distrus sau a deteriorat parțial cele mai multe clădiri din Valetta. Guvernul laburist, condus de Dom Mintoff, a închiriat o parte a palatului de la Francia pentru Departamentul Lucrărilor Publice, pentru a reconstrui Valletta ca urmare a daunelor suferite în război. Familia a păstrat o mică parte a palatului ca apartament, care este acum folosit ca birou al unui ministru din guvernul maltez. Francia a vândut palatul în 1979 către guvern, care a fost administrat, din nou, sub conducerea prim-ministrului Maltei, Dom Mintoff. Astăzi, în părțile inferioare ale palatului se găsesc mai multe magazine.

## Arhitectura
Arhitectul Palazzo Ferrería a fost Giuseppe Bonavia, care a proiectat, de asemenea, Turnul Lija Belvedere și La Borsa. Bonavia este creditat ca fiind primul arhitect care a introdus balcoane din lemn pe fațade, începând cu Palazzo Ferreria. Aceasta s-a întâmplat în secolul al XIX-lea și a influențat mai mulți arhitecți. Palatul este clasificat ca monument național de gradul 1 de către Autoritatea Malteză de Mediu și Planificare (MEPA).

## Galerie

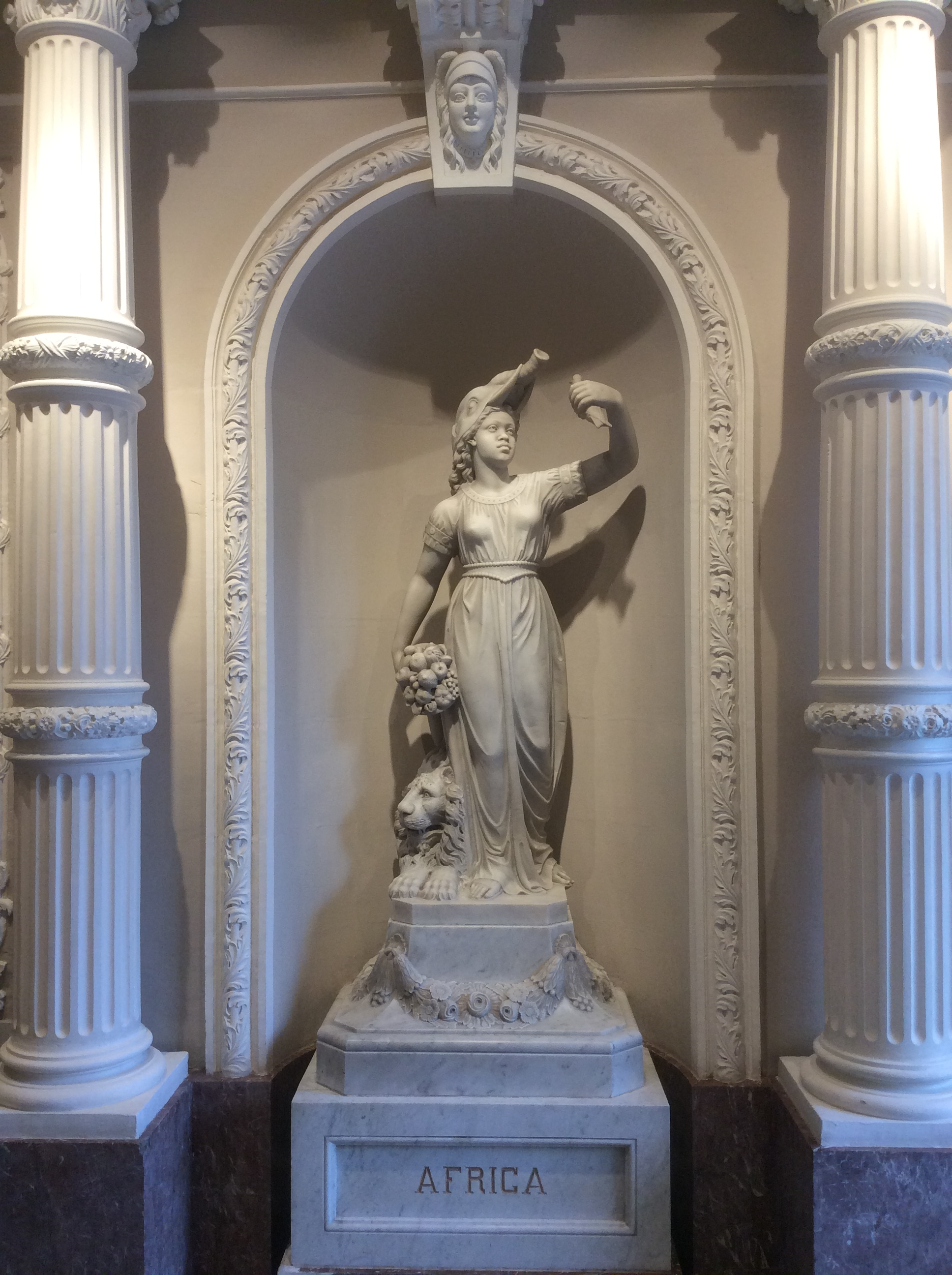
Statuie reprezentând Africa
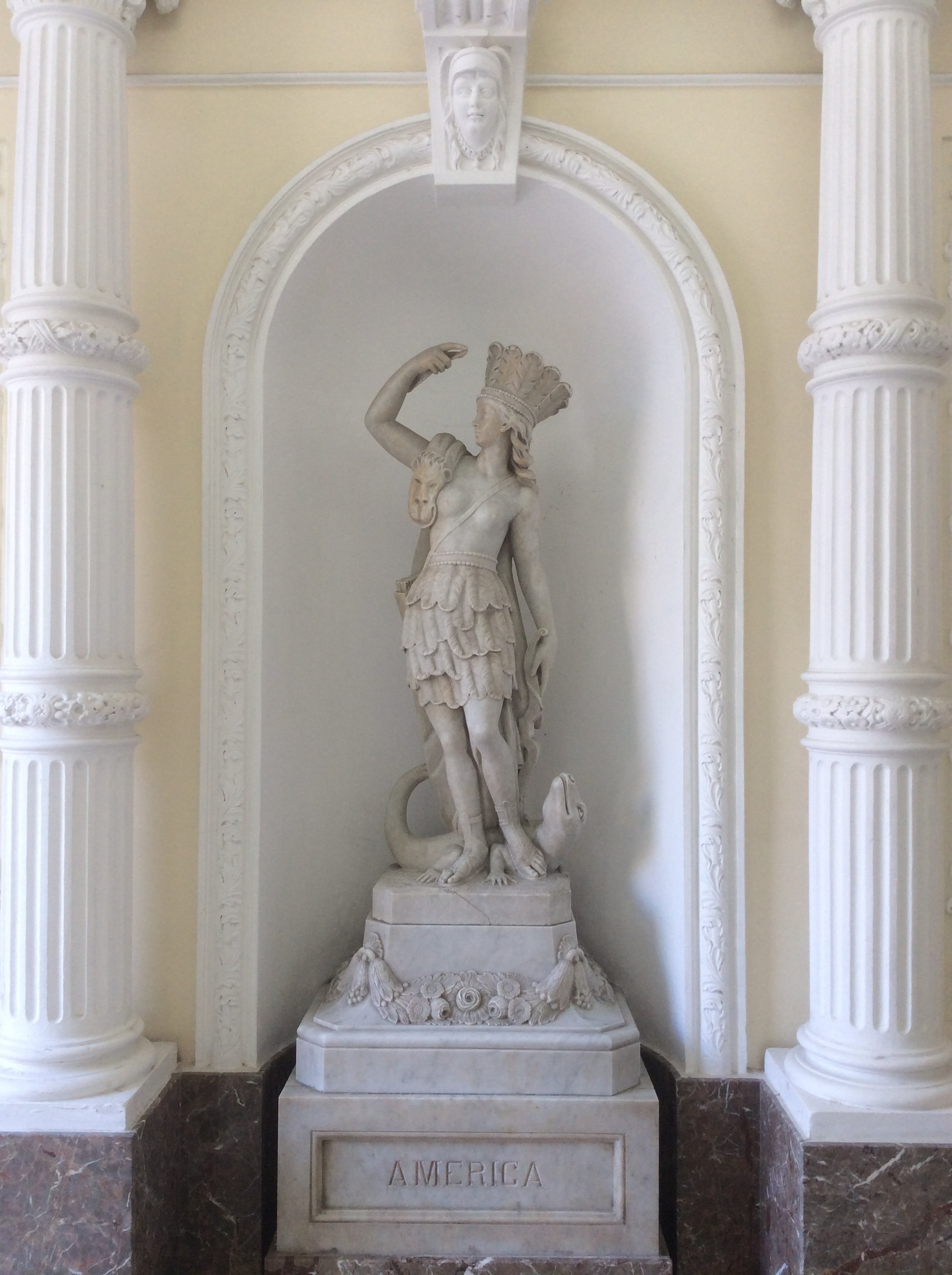
Statuie reprezentând America
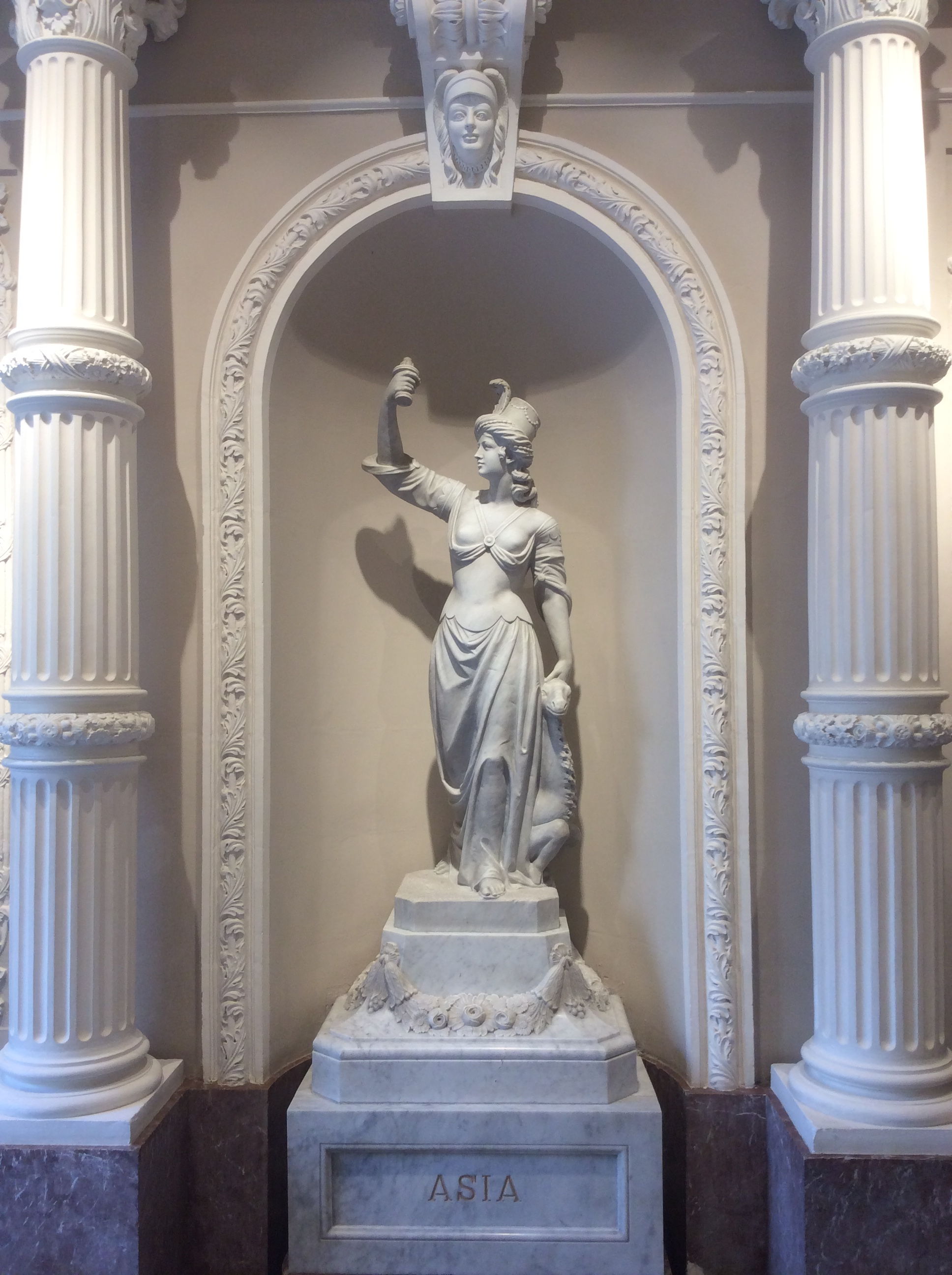
Statuie reprezentând Asia
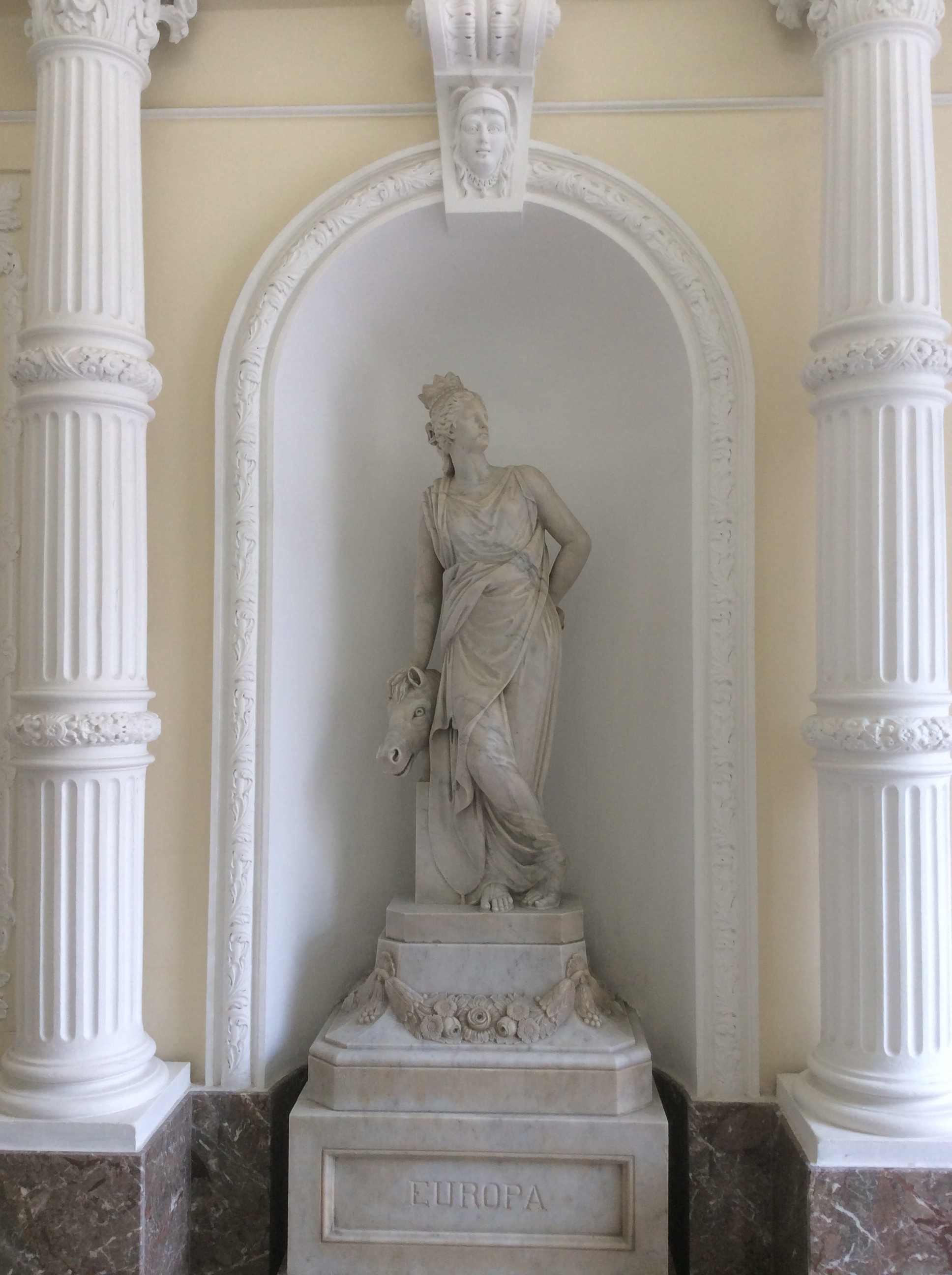
Statuie reprezentând Europa